# Širvanska ravnica
Širvanska ravnica ili Širvanska stepa (azerski: Şirvan düzü, ruski: Ширва́нская равни́на, Ширва́нская степь, равнина Ширван) je ravnica u Azerbajdžanu. Zajedno s Karabaškom, Miljskom ravnicom i Muganskom čini Kura-arasku nizinu. Prostire se na lijevoj obali rijeke Kure. Visina ravnice iznosi od 16 do 100 metara. Radi navodnjavanja te ravnice promijenjen je tok vode iz gornjoširvanskog kanala Mingečaurskoga jezera. Tijekom zime ravnica se koristi za ispašu. Uzgajaju se pamuk, žitarice i vinova loza.